# Reine Stimmung
Als reine Stimmung wird ein musikalisches Tonsystem bezeichnet, bei dem die Dur- und Molldreiklänge nur reine Quinten (mit dem Frequenzverhältnis 3/2) und reine Terzen (mit den Frequenzverhältnissen 5/4 und 6/5) enthalten. Akkorde erfahren mit diesen Frequenzverhältnissen  ihre größte Klarheit und Klangentfaltung. Je besser reine Intervalle  intoniert werden, desto vollkommener wird der Zusammenklang empfunden.
Diese reine Stimmung kann nicht für alle Tonarten mit einer Tastatur mit 12 Tönen realisiert werden. Die heute übliche Gleichstufige Stimmung mit 12 gleichen Halbtönen ist ein Kompromiss in der Intonation, hat jedoch den Vorteil, dass Tonartwechsel problemlos möglich sind.
Unabhängig von der Stimmung wird das Wort rein bei den Intervallen Prime, Quarte, Quinte und Oktave auch einfach als Gegensatz zu vermindert oder übermäßig benutzt.

## Geschichte
Die reine Stimmung entstand in Westeuropa mit dem Aufkommen der Mehrstimmigkeit in der zweiten Hälfte des 15. Jahrhunderts. Erstmals erwähnt wurde ihr Gebrauch bei Walter Odington, der die große Terz als konsonant erwähnt. Die Ars subtilior integrierte die große Terz in eine neu entstehende Dreiklangskonzeption, bis Bartolomé Ramos de Pareja diese Denkweise auch theoretisch für das Monochord erweiterte.
Durch Lodovico Foglianos Schrift „Musica theorica“ von 1529 wurde die reine Stimmung bekannter. Gioseffo Zarlino (1517–1590) wendet sich in seinen epochalen „Istitutioni harmoniche“ (Venedig, 1558) ab von der altväterlichen pythagoreischen Terz (mit dem Frequenzverhältnis 81/64) und wirbt für die natürlichen Terzen und Sexten (mit den Frequenzverhältnissen 5/4 und 8/5) – sie seien klangschön und ohnehin allseits in Gebrauch.

## Die Dur- und Molltonleiter in reiner Stimmung
Mit Aufkommen der Mehrstimmigkeit in der zweiten Hälfte des 15. Jahrhunderts rückte die reine große Terz in den Mittelpunkt.
In den Tonleitern zuvor, deren Stimmung nach dem pythagoreischen Prinzip durch eine Folge von reinen Quinten ... B F C G D A E H ... erfolgte, gab es nur den Ditonus (oft nicht ganz korrekt als "pythagoreische Terz" bezeichnet) mit dem Frequenzverhältnis von 81/64 ≙ 408 Cent, der als dissonant empfunden wurde. Zum Beispiel ist in gerade konstruierter Tonleiter das Intervall C-E ein Ditonus. Wurde dieses Intervall jedoch geringfügig um das  syntonische Komma tiefer intoniert, ergab sich mit der reinen großen Terz (Frequenzverhältnis 5/4 ≙ 386 Cent) ein Wohlklang. Wir bezeichnen in diesem Zusammenhang mit ,E ("Tiefkomma E") das um das syntonische Komma erniedrigte E. Analog mit 'Es ("Hochkomma Es) das um ein syntonisches Komma erhöhte Es. (Mehr dazu siehe Eulerschreibweise). Dann sind C-,E und 'Es-G reine große Terzen.
Alle Tonleitern des Quintenzirkels in reiner Stimmung haben denselben Aufbau:
| C-Dur (als Beispiel)                      | C-Dur (als Beispiel)                      | C                                         | C         | D                 | D                 | ,E              | ,E              | F          | F          | G          | G          | ,A               | ,A               | ,H                 | ,H                 | c          | c          |
| Intervall Frequenzverhältnis zum Grundton | Intervall Frequenzverhältnis zum Grundton | Prime 1/1                                 | Prime 1/1 | große Sekunde 9/8 | große Sekunde 9/8 | große Terz 5/4  | große Terz 5/4  | Quarte 4/3 | Quarte 4/3 | Quinte 3/2 | Quinte 3/2 | große Sexte 5/3  | große Sexte 5/3  | große Septime 15/8 | große Septime 15/8 | Oktave 2/1 | Oktave 2/1 |
| Frequenzverhältnis zum vorhergehenden Ton | Frequenzverhältnis zum vorhergehenden Ton | Frequenzverhältnis zum vorhergehenden Ton | 9/8       | 9/8               | 10/9              | 10/9            | 16/15           | 16/15      | 9/8        | 9/8        | 10/9       | 10/9             | 9/8              | 9/8                | 16/15              | 16/15      | 16/15      |
| ungefähre Größe in Cent                   | ungefähre Größe in Cent                   | ungefähre Größe in Cent                   | 204 Cent  | 204 Cent          | 182 Cent          | 182 Cent        | 112 Cent        | 112 Cent   | 204 Cent   | 204 Cent   | 182 Cent   | 182 Cent         | 204 Cent         | 204 Cent           | 112 Cent           | 112 Cent   | 112 Cent   |
| c-Moll (als Beispiel)                     | c-Moll (als Beispiel)                     | C                                         | C         | D                 | D                 | 'Es             | 'Es             | F          | F          | G          | G          | 'As              | 'As              | 'B                 | 'B                 | c          | c          |
| Intervall Frequenzverhältnis zum Grundton | Intervall Frequenzverhältnis zum Grundton | Prime 1/1                                 | Prime 1/1 | große Sekunde 9/8 | große Sekunde 9/8 | kleine Terz 6/5 | kleine Terz 6/5 | Quarte 4/3 | Quarte 4/3 | Quinte 3/2 | Quinte 3/2 | kleine Sexte 8/5 | kleine Sexte 8/5 | kleine Septime 9/5 | kleine Septime 9/5 | Oktave 2/1 | Oktave 2/1 |
| Frequenzverhältnis zum vorhergehenden Ton | Frequenzverhältnis zum vorhergehenden Ton | Frequenzverhältnis zum vorhergehenden Ton | 9/8       | 9/8               | 16/15             | 16/15           | 10/9            | 10/9       | 9/8        | 9/8        | 16/15      | 16/15            | 9/8              | 9/8                | 10/9               | 10/9       | 10/9       |
| Größe in Cent                             | Größe in Cent                             | Größe in Cent                             | 204 Cent  | 204 Cent          | 112 Cent          | 112 Cent        | 182 Cent        | 182 Cent   | 204 Cent   | 204 Cent   | 112 Cent   | 112 Cent         | 204 Cent         | 204 Cent           | 182 Cent           | 182 Cent   | 182 Cent   |

In C-Dur sind die Akkorde der Tonika C-,E-G, der Subdominante F-,A-c und der Dominante G-,H-d rein, in äolisch c-Moll die Akkorde der Tonika C-'Es-G, der Subdominante F-'As-c und der (Moll-)Dominante G-'B-d rein (Reine Terzen und reine Quinten).
Bei den Tonleitern in reiner Stimmung ist zu beachten, dass es zwei Arten von Ganztönen gibt, zum Beispiel C nach D mit dem Frequenzverhältnis 9/8 (≈ 204 Cent) und D nach ,E mit dem Frequenzverhältnis 10/9 (≈ 182 Cent).

## Akkorde in reiner Stimmung
Rein gestimmte Tonarten spielen in der Aufführungspraxis der Musik der Renaissance und des Barocks von A-cappella-Chören, Streichquartetten, Holz- und Blechbläserensembles oder Orchestern eine ausschlaggebende Rolle. Bei reiner Intonation wird ein klares Grundtongefühl (wegen der Differenztöne) und ein schwebungsfreier Klang (wegen gemeinsamer Obertöne) erreicht. Dies gilt auch für die Musik der Klassik und Romantik.
| A-Dur Kadenz | rein (Keine Schwebungen.) |

Da bei Tastaturen mit 12 Tasten nur wenige Akkorde in den Tonarten des Quintenzirkels rein gespielt werden können, mussten die festgelegten Tonhöhen temperiert (mit Mittelwerten eingestimmt) werden. Bei der mitteltönigen Stimmung so, dass die Terzen rein erklangen (auf geringe Kosten der Quinten). Viele Tonarten – wenn auch nicht alle – konnten so gespielt werden. Bei der gleichstufigen Stimmung so, dass die Oktave in 12 gleiche Halbtöne geteilt ist. Hier erklingen die Terzen allerdings rau.
| mitteltönig (Geringe Schwebungen, durch die · leicht „verstimmten“ Quinten bedingt. · Siehe: mitteltönige Quinten.) | gleichstufig (Heftige Schwebungen – etwa zehnmal · schneller als bei mitteltönig, hauptsächlich · durch die „verstimmte“ Terz bedingt.) |

Oktave, Quinte und große Terz bilden die Grundintervalle der reinen Stimmung. Alle weiteren Intervalle lassen sich aus diesen Grundintervallen zusammensetzen. Man nennt deshalb dieses System auch Quint-Terz-System.

## Die große Terz
Grundlegend ist die charakteristische reine große Terz mit dem Frequenzverhältnis 5/4. Die mitteltönige Stimmung mit ihren vielen reinen Terzen verwirklichte fast vollkommen die reine Stimmung für Tasteninstrumente – allerdings nur für eine begrenzte Zahl von Tonarten.
Erstmals erwähnt wurde die reine große Terz um 1300 von Walter Odington in seiner Schrift De Speculatione Musices. Frühere Beschreibungen dieses Intervalls stehen im Bezug zum antiken griechischen Tonsystem.
| A-Dur-Kadenz | Rein: mitteltönig: pythagoreisch: gleichstufig: | Die reine Terz mit dem Frequenzverhältnis 5/4 wurde nun (im Gegensatz zur pythagoreischen Terz mit dem Frequenzverhältnis 81/64) als Konsonanz empfunden. Es dauerte mehrere Jahrhunderte, bis man die (der pythagoreischen Terz ähnliche) gleichstufige Terz akzeptierte. In reiner und mitteltöniger Stimmung hört man bei der reinen Terz (386 Cent) keine Schwebung. Bei der mitteltönigen Stimmung hört man die etwas temperierte Quinte im zweiten Akkord in einer geringfügigen Schwebung. Die „geschärfte“ Terz in gleichstufiger (400 Cent) oder gar pythagoreischer (408 Cent) Stimmung mit einer starken Schwebung wird als Reibung empfunden. (Siehe dazu auch das Beispiel der großen Terz mit verstärktem Differenzton.) |

Hinweis: Reine Intervalle sind durch ganzzahlige Frequenzverhältnisse charakterisiert, temperierte Intervalle haben dagegen meist ein irrationales Frequenzverhältnis. Deshalb erfolgt der Größenvergleich mit der Einheit Cent.
| F-Dur-Kadenz | F-Dur-Kadenz                     |
| ------------ | -------------------------------- |
| F-Dur-Kadenz | rein: mitteltönig: gleichstufig: |

## Modulationen erfordern eine Anpassung der Tonhöhe
Faustregel: Bei einer Modulation in eine Nachbartonart ändern sich zwei Töne, einer davon erkennbar mit Vorzeichenwechsel, der andere geringfügig um ein syntonisches Komma. (Frequenzverhältnis 81/80{\displaystyle {\widehat {=}}}21,5 Cent. Das ist ungefähr 1/5 Halbton.)
Zum Beispiel erniedrigt sich bei einer Modulation von C-Dur nach F-Dur nicht nur das ,H um einen Halbton zu B, sondern auch das D um ein syntonisches Komma zu ,D („Tiefkomma D“ siehe Eulerschreibweise).
Entsprechend erhöht sich bei einer Modulation von C-Dur nach G-Dur nicht nur das F um einen Halbton zu ,Fis, sondern auch das ,A um ein syntonisches Komma zu A.

## Der Akkord auf der zweiten Stufe
Für die Schreibweise ,A („Tiefkomma A“) usw. siehe Eulerschreibweise.
Bei der reinen Stimmung der C-Dur-Tonleiter mit dem D des Dominantenakkordes G-,H-D und dem ,A des Subdominantenakkordes F-,A-C ergibt sich eine Quinte D-,A, die mit dem Frequenzverhältnis 40/27≙680 Cent ein syntonisches Komma zu eng im Vergleich zur Reinen Quinte mit dem Frequenzverhältnis 3/2≙702 Cent ist und damit dissonant erscheint.
In den Notenbeispielen ist das Verhältnis der Quinten zum oktavierten Grundton angegeben, statt die Verhältnisse der Duodezimen
2·40/27 bzw. 2·3/2.
 dissonantes d-Moll in C-Dur: 
Mit dem ,D der Subdominantenparallele ergibt sich ein reiner Mollakkord ,D-F-,A. In der folgenden Kadenz ist dann das ,D im Akkord Sp der zweiten Stufe um ein syntonische Komma tiefer als im Akkord D der Dominante.
 zweierlei d in C-Dur: 
Wird dies nicht beachtet, kann das zum Absinken der Stimmung eines Chores kommen (siehe „Kommafalle“.).
Der Akkord der II. Stufe kann jedoch auch – in der Literatur seltener diskutiert – als Doppeldominante – oft verdeutlicht als D-,Fis-A gedeutet werden. In diesem Fall – Modulation in Richtung Dominante – erhöht sich das A um ein syntonisches Komma.

## Probleme bei Tasteninstrumenten
Bei Modulationen ändern sich Töne nicht nur um einen Halbton, sondern auch manche Töne um ein syntonisches Komma (siehe Modulation bei reiner Stimmung). Dies lässt sich auf einer Tastatur mit zwölf Tönen pro Oktave nicht verwirklichen. Man war gezwungen, temperierte Stimmungen zu verwenden. Zuerst:
- die mitteltönigen Stimmungen, dann
- die wohltemperierten Stimmungen und schließlich
- die gleichstufige Stimmung.

## Klangbeispiel: Vergleich reine, mitteltönige und gleichstufige Stimmung
Satz Friedrich Silcher
| Anhören               | Anhören                               | Anhören                         | Anhören                |
| Reine Stimmung        | Reine Stimmung langsam                | 1/4-Komma-mitteltönige Stimmung | gleichstufige Stimmung |
| --------------------- | ------------------------------------- | ------------------------------- | ---------------------- |
| 1. Zeile: · 2. Zeile: | 1. Zeile langsam: · 2. Zeile langsam: | 1. Zeile: · 2. Zeile:           | 1. Zeile: · 2. Zeile:  |

Hier sind in reiner Stimmung in g-Moll die Kadenzakkorde (In Eulerschreibweise) G-'B-D, C-'Es-G und D-,Fis-A rein. Bei der Modulation zu 'B-Dur (Takt 6 und Takt 13) mit den reinen Kadenzakkorden 'B-D-'F, 'Es-G-'B und 'F-A-'C erhöht sich der Ton C um ein syntonisches Komma zu 'C.
Die zugehörigen Frequenzen und Frequenzverhältnisse
- hier und  hier